# HMS P222
Le HMS P222 (numéro de coque P222) est un sous-marin de la troisième série d'unités de la classe S, construit pour la Royal Navy pendant la Seconde Guerre mondiale par Vickers-Armstrongs à Barrow-in-Furness.

## Conception et description

Schéma d'un sous-marin de classe S.

Les sous-marins de la classe S ont été conçus pour patrouiller dans les eaux resserrées de la mer du Nord et de la mer Méditerranée. Les sous-marins de la troisième série de cette classe étaient légèrement plus grands et améliorés par rapport à la série précédente. Ces sous-marins avaient une longueur hors tout de 66,1 mètres, une largeur de 7,2 m et un tirant d'eau de 4,5 m. Leur déplacement était de 879 tonnes en surface et 1 006 tonnes en immersion. Les sous-marins de la classe S avaient un équipage de 48 officiers et matelots. Ils pouvaient plonger jusqu'à la profondeur de 90 m.
Pour la navigation en surface, ces navires étaient propulsés par deux moteurs Diesel de 950 ch (708 kW), chacun entraînant un arbre et une hélice distincte. En immersion, les hélices étaient entraînées par un moteur électrique de 650 ch (485 kW). Ils pouvaient atteindre 15 nœuds (28 km/h) en surface et 10 nœuds (19 km/h) en plongée. Les sous-marins de la troisième série avaient une autonomie en surface de 6 000 milles marins (11 000 km) à 10 nœuds (19 km/h), et en plongée de 120 milles (220 km) à 3 nœuds (5,6 km/h).
Ces navires étaient armés de sept tubes lance-torpilles de 21 pouces (533 mm). Une demi-douzaine de ces tubes étaient à l'avant, et il y avait un tube externe à l'arrière. Ils transportaient six torpilles de rechange pour les tubes d'étrave, et un total de treize torpilles. Douze mines pouvaient être transportées à la place des torpilles stockées à l’intérieur. Ils étaient également armés d'un canon de pont de 3 pouces (76 mm). Les navires du troisième groupe de la classe S étaient équipés d’un système ASDIC de type 129AR ou 138 et d'un radar d'alerte précoce de type 291 ou 291 W.

## Construction et carrière
Commandé le 4 avril 1940 dans le cadre du programme de construction de 1940, le HMS P222 est mis sur cale aux chantiers navals Vickers-Armstrongs à Barrow-in-Furness en Angleterre le 10 août 1940, lancé le 20 septembre 1941 à Holy Loch. Le 2 mai 1942, il passe du chantier à Holy Loch, où il est mis en service deux jours plus tard. Le sous-marin a été perdu avant qu'un nom ne lui soit donné, il est connu sous le nom de "P222", son numéro de fanion (pennant number). 
Après avoir suivi une formation, le P222 arrive à Elderslie le 25 mai, puis prend la mer pour la baie de Kames le 1er juin. Du 2 au 12 juin, il effectue des exercices au large de la région du fleuve Clyde, puis navigue jusqu'à Gibraltar avec le sous-marin de Classe U Unruffled, où il est arrivé le 23 juin.
Les 29 et 30 juin, il effectue des exercices d'entraînement au large de Gibraltar avec plusieurs autres navires britanniques. Le P222 part ensuite le 2 juillet pour sa première patrouille de guerre, dans la mer d'Alboran. Il rentre au port le 10 juillet, n'ayant vu aucun navire ennemi. Après d'autres exercices, il repart de Gibraltar le 18 juillet avec l'ordre de patrouiller au large de la côte ouest de la Sardaigne. Ses ordres ont été modifiés le 23 juillet pour intercepter le navire marchand français de Vichy, le SS Mitidja, au large du cap Palos, en Espagne. Trois jours plus tard, le P222 réussit à intercepter et à aborder sa cible, qui est ensuite escortée à Gibraltar par le destroyer HMS Wrestler. Le 28 juillet, le sous-marin rentre au port, mettant fin à sa deuxième patrouille de guerre.
Le P222 quitte Gibraltar le 2 août pour une patrouille dans le canal de Sicile, avec des ordres supplémentaires pour assurer la couverture de l'opération Pedestal, un convoi britannique destiné à transporter du ravitaillement à Malte. Le 13 août, avec sept autres sous-marins de la Royal Navy, il accompagne le convoi en surface ; l'objectif étant que les sous-marins soient repérés par les avions ennemis et découragent les attaques potentielles des navires de guerre ennemis. Bien que le sous-marin n'ait pas rencontré les forces ennemies, l'opération du convoi a été un succès stratégique britannique, et le P222 retourne à Gibraltar le 22 août.
Après une patrouille sans incident du 1er au 19 septembre, le P222 reçoit l'ordre d'effectuer une reconnaissance le long des plages de débarquement à l'est d'Oran, en préparation du débarquement allié en Afrique du Nord; l'opération Torch. Le 8 novembre, il est attaqué par un sloop français de Vichy de classe Élan, qui largue plusieurs grenades sous-marines mais ne cause aucun dommage. Le P222 rentre au port le 19 novembre 1942.
Le P222 quitte Gibraltar pour patrouiller au large de Naples le 30 novembre. Il envoie un certain nombre de messages le 7 décembre, mais après cette date, aucune autre communication n'est reçue. Le sous-marin n'arrive pas à Alger à la date prévue et est signalée en retard le 21 décembre. Le torpilleur italien Fortunale a affirmé avoir coulé un sous-marin avec des grenades sous-marines le 12 décembre, au sud-est de Capri, à la position géographique de 40° 29′ N, 14° 20′ E. 
L'épave aurait été retrouvée au large du cap Nègre, en Tunisie, par un plongeur amateur belge, mais cela n'a pas été confirmé. Cette dernière allégation peut être rejetée car les signaux émis et reçus par le sous-marin montrent clairement qu'il suivait une route qui longeait la côte sud de la Sardaigne et ne pouvait donc pas s'égarer dans les eaux tunisiennes.

## Commandants
- Lieutenant (Lt.) Alexander James Mackenzie (RN) de mars 1942 au 12 décembre 1942.

Notes: RN = Royal Navy